# Isabelle Hoffmann
Isabelle Hoffmann (* 1. Juni 1984 in Diekirch) ist eine ehemalige luxemburgische Radrennfahrerin.
Viermal wurde Isabelle Hoffmann luxemburgische Meisterin, 2003, 2004 und 2006, im Straßenrennen 2006 zusätzlich nationale Titelträgerin im Querfeldein-Rennen. 2002 und 2005 wurde sie Vize-Meisterin im Straßenrennen, 2006 im Einzelzeitfahren.

## Teams
- 2007  Team Pro Feminin Du Genevois
- 2008 Pro Feminin Les Carroz